# Brugmansia versicolor
Espèce
Classification APG III (2009)
Statut de conservation UICN

 EW  : Éteint à l'état sauvage
Brugmansia versicolor est une espèce de plantes de la famille des Solanaceae originaire de l'Équateur.
Elle est cultivée dans le monde entier pour la beauté et l'abondance de ses fleurs toxiques en forme de trompette, d'où son nom de trompette des anges, aussi attribué aux espèces voisines.

## Galerie

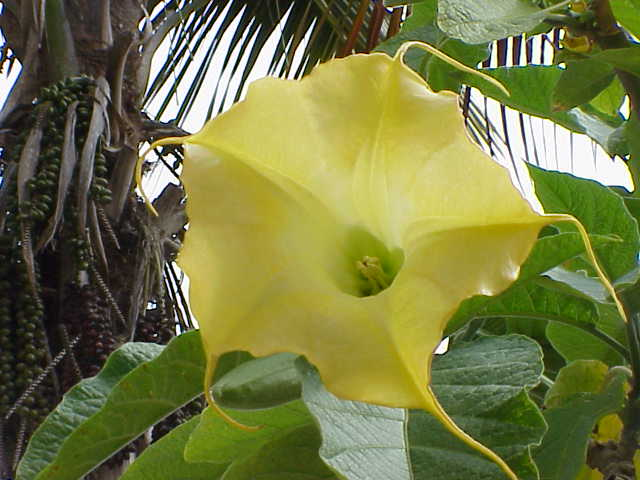
Fleur vue du dessous